# Araneus titirus
Araneus titirus là một loài nhện trong họ Araneidae.
Loài này thuộc chi Araneus. Araneus titirus được Eugène Simon miêu tả năm 1896.